# Metodologický individualismus
Metodologický individualismus je ve společenských vědách metodologický princip, který chápe a vykládá povahu a působení sociálních skupin jen jako výslednice motivů a činů jejich jednotlivých členů. Tento princip vychází z předpokladu, že jelikož každou sociální skupinu tvoří jistý počet konkrétních jednotlivců, a jelikož jsou to právě pouze tito jednotlivci, kdo může účelně jednat, pro pochopení povahy a tendencí kolektivu stačí studovat a pochopit motivy těchto členů. Metodologický individualismus stojí v kontrastu s metodologickým holismem – přesvědčením, že nadřazený celek nestačí interpretovat jen jako souhrn jeho dílčích částí.

## Pojetí Maxe Webera
Termín metodologický individualismus poprvé použil Josef Schumpeter roku 1909, v odkazu na metodologický předpoklad svého učitele Maxe Webera. Weber v první kapitole svého díla Hospodářství a společnost (Wirtschaft und Gesellschaft) píše:
"[…] může být pohodlné přistupovat k sociálním kolektivům, jako jsou státy, asociace, obchodní firmy, sdružení, jako by byly jednotlivými osobami. […] Avšak pro subjektivní interpretaci v sociologické práci je k těmto kolektivům nutné přistupovat čistě jako k výslednicím vyvstávajícím z jednání jednotlivých osob, jelikož pouze ty mohou mohou hrát roli agentů na poli subjektivně pochopitelných akcí."
I když může být například v právu užitečné uvažovat o kolektivitách ("stát", "sdružení") jako o jedincích, jejich "jednání" nemůžeme podle Webera porozumět jinak, než že pochopíme jednání jejich členů.
"Jednání jako co do smyslu srozumitelná orientace vlastního chování existuje pro nás vždy jen jako chování jedné osoby nebo většího počtu jednotlivých osob."
Slovem „akce“ Weber míní výhradně vědomé a účelné lidské jednání. Z principu metodologického individualismu Weber vycházel v průběhu veškerého svého sociologického výzkumu, založeného na metodě „rozumějící sociologie“ (verstehende Soziologie). Ta si klade za cíl subjektivně pochopit motivy, situace a akce jednotlivců – bez nich podle Webera není možné plně rozumět výsledným tendencím člověka ani kolektivu.
Tato metoda silně zjednodušuje zkoumání společností a skupin, protože vynechává vztahy mezi jejich členy. Pokud se navíc zanedbají i rozdíly mezi jednotlivci, umožňuje také kvantitativní vyšetřování a vytváření statistik. Proto se ve společenských vědách velmi rozšířila a často se i mlčky používá jako téměř samozřejmá.

## Metodologický individualismus v ekonomii
Metodologický individualismus výrazně ovlivnil neoklasickou mikroekonomii, například skrze teorii racionální volby, která předpokládá, že každý člověk vždy hodnotí své možnosti a racionálně z nich vybírá ty zdánlivě nejlepší (koncept homo economicus). Na teorii racionální volby dále staví také ekvilibristická teorie nabídky a poptávky, která tvoří pevný základ veškeré moderní ekonomické teorie. Většina ekonomických proudů přitom ale není přesně metodologicky vyhraněná a pro různé účely používá odlišné metody. V kontrastu k základům mikroekonomie stojí makroekonomie, která pojímá realitu převážně holisticky.
Naprosto klíčovou roli metodologický individualismus naopak hraje v metodologii Rakouské ekonomické školy, počínaje samotným zakladatelem Carlem Mengerem. Jako první z rakouské školy se k tomuto termínu přímo přihlásil Friedrich August von Hayek. Ludwig von Mises na této metodologii pak spolu s metodickým singularismem, metodickým individualismem a axiomaticko-deduktivní metodou vystavěl praxeologii, objektivní vědu o lidském jednání, která je dodnes hlavním předmětem zájmu této školy.
Další osobností často spojovanou s metodickým individualismem je Karl Raimund Popper. V jeho pojetí se však nejedná o prostředek k „pochopení“ ve weberovském slova smyslu. Ve své knize Bída historicismu nerozlišuje společenskovědní a přírodovědní metody,jelikož podle něj ve skutečnosti plní stejný účel (testování, hledání a vysvětlování vzájemných vztahů a následná predikce), a dokonce popírá že by podle něj weberovské „pochopení“ hrálo ve společenských vědách důležitou roli. Popper se soustředil na jednotlivce z toho důvodu, že jsou na rozdíl od abstraktních pojmů jako je „skupina“ reální.
Metodologický spor mezi individualismem a holismem uvedl do vzájemného kontextu filosof a Popperův žák John W. N. Watkins, který rozlišoval společenskovědní hypotézy uvažující tendence kolektivu na „základní“, v souladu s metodologickým idividualismem vysvětlené skrze tendence jednotlivých aktérů, a „neúplné“, vyvozující z obecných tendencí skupiny bez návaznosti na motivy jejich členů. Watkins tvrdil, že ačkoliv „neúplné“ hypotézy často nejsou s to vysvětlit veškeré souvislosti, nemusí být nutně zbytečné, nebo snad nepravdivé.